# Walt Simonson
Walter " Walt " Simonson (Knoxville, 2 de setembro de 1946) é um roteirista e quadrinista americano, mais conhecido por uma temporada como artista na revista Thor da Marvel Comics de 1983 a 1987, durante a qual criou o personagem Beta Ray Bill. Também é conhecido pelo trabalho autoral  Star Slammers, que ele inaugurou em 1972 como uma tese da Rhode Island School of Design . Ele também trabalhou em outros títulos da Marvel, como X-Factor e Fantastic Four, em revistas da DC Comics, incluindo Detective Comics, Manhunter, Metal Men e Orion, e em propriedades licenciadas como Star Wars, Alien, Battlestar Galactica e Robocop vs. Terminator .
Simonson ganhou vários prêmios por seu trabalho e influenciou artistas como Arthur Adams e Todd McFarlane .
É casado com a escritora de quadrinhos Louise Simonson, com quem colaborou no X-Factor de 1988 a 1989, e com quem fez uma participação especial no longa-metragem de Thor em 2011.

## Primeiros anos
Walter Simonson nasceu em 2 de setembro de 1946 em Knoxville, Tennessee, e viveu lá por dois anos e meio. Quando seu pai, que trabalhava para o Departamento de Agricultura dos Estados Unidos, recebeu uma promoção no trabalho que exigia que ele se mudasse para Washington, DC, Simonson, seu irmão mais novo e seus pais se mudaram para Maryland, onde os pais de Simonson ainda moravam em 1989. Simonson leu histórias em quadrinhos pela primeira vez quando era criança, por meio  da revista  Walt Disney Comics and Stories que seu irmão assinava. Aos dez anos, ele era um fã ávido do trabalho de Carl Barks, Little Lulu, Little Iodine e o trabalho de Alex Toth em The Land Unknown .  Ele também gostava de desenhar desde muito jovem.  Embora Simonson ficasse com vergonha de ser visto por garotas comprando quadrinhos enquanto estava no colégio, ele descobriu o trabalho de Russ Manning em Magnus Robot Fighter pouco antes de começar a faculdade e enviou um desenho que foi impresso na edição # 10 em maio de 1965,  na  seção de artes dos leitores da revista, "Robot Gallery". Este foi seu primeiro trabalho publicado em quadrinhos.
Simonson estudou geologia no Amherst College, com a intenção de se tornar especialista em dinossauros. Em 1964 ou 1965, Simonson descobriu a Marvel Comics, em particular a versão de Thor dessa empresa.  Tendo já desenvolvido interesse pela mitologia nórdica antes de descobrir a visão de Stan Lee e Jack Kirby do deus do trovão,  Thor tornou-se o título favorito de Simonson, que ele leu por quatro anos.   A partir disso, ele percebeu que desenhar quadrinhos era mais divertido e mais viável como carreira do que trabalhar ao ar livre e exposto ao calor como geólogo ou paleontólogo, apesar de nutrir um amor por este último que continuou pelo resto de sua vida. Simonson acabou sendo fortemente influenciado por artistas que trabalharam para a Marvel, como Jack Kirby, Steve Ditko e Gil Kane, bem como pelo artista britânico Jim Holdaway e por artistas europeus como Moebius, Jean-Claude Mézières, Antonio Hernandez Palacios e Sergio Toppi .  Em 1967, enquanto estava na faculdade, Simonson começou a escrever sua própria história épica estrelando a versão de Lee e Kirby do personagem, apresentando Surtur e a Odinsword . Anos mais tarde, ele teria a oportunidade de publicar essa história, como roteirista daquele título.
Depois de se formar em Geologia pela Amherst, Simonson tirou um ano de folga e se matriculou em artes na Rhode Island School of Design, formando-se em 1972. Seu projeto de tese havia o livro de 50 páginas em preto e branco The Star Slammers, o que lhe levou dois anos para escrever, desenhar e arte-finalizar e foi inicialmente publicado como uma série de folhetos promocionais p&b de 13 x 20 cm entre 1971-1973 para promover a Convenção Mundial de Ficção Científica de 1974 em Washington, DC (DisCon II). Simonson mais tarde revisitaria Star Slammers ao longo de sua carreira, publicando-o por meio de várias editoras ao longo das décadas.
Assim como os miniquadrinhos Star Slammers de 71-73, Simonson colaborou com o escritor Gerry Boudreau em The Outsiders, também uma mini-série de quadrinhos preto e branco da Persective Production, lançada em 1971 e 1972.

## Carreira
Em agosto de 1972, Simonson viajou para Nova York com seu portfólio de Star Slammers e se encontrou com Gerry Boudreau, um amigo que trabalhava para a DC Comics, onde, como Simonson lembra, muitos jovens artistas começaram a trabalhar na década de 1970, em contraste com a Marvel. que Simonson percebeu como mais estagnada. Boudreau marcou uma reunião entre Simonson e o editor Archie Goodwin . Depois de se encontrar com Goodwin, Simonson foi à sala de café da DC, onde viu Howard Chaykin, Michael Kaluta, Berni Wrightson e Alan Weiss sentados juntos. Simonson puxou conversa com os artistas, que consultaram seu portfólio. Kaluta mostrou o trabalho de Simonson ao gerente de produção assistente Jack Adler, que por sua vez o mostrou ao editor da DC Carmine Infantino, que, após ver o portfólio, chamou Simonson para seu escritório. Depois de falar com Simonson por cerca de dez minutos, ele pediu a Goodwin e seus colegas editores Julius Schwartz e Joe Orlando que dessem trabalho a Simonson. Simonson saiu do escritório de Infantino com empregos de cada um deles.
A certa altura, Simonson morou no mesmo prédio de apartamentos do Queens que os artistas Allen Milgrom, Howard Chaykin e Bernie Wrightson . Simonson lembra: "Nós nos encontrávamos às 3 da manhã Eles vinham e nós comíamos pipoca e sentávamos e conversávamos sobre o que quer que um cara de 26, 27 e 20 anos falasse. Nossa arte, TV, o que você quiser. Na época, eu sabia muito bem: 'Estes são os bons velhos tempos'. "
O primeiro trabalho profissional de quadrinhos publicado de Simonson foi ilustrar a história do roteirista Len Wein "Cyrano's Army", publicada em Weird War Tales # 10, da DC, com data da capa de janeiro de 1973. Ele também fez uma série de ilustrações para a edição de Harry N. Abrams, Inc. de O Hobbit , e pelo menos uma cópia não relacionada de um guerreiro samurai que foi comprada pelo Museu Fogg da Universidade de Harvard e incluída em seu  programa de empréstimo de uso anual para alunos de graduação. O trabalho inovador de ilustração de Simonson foi " Manhunter ", uma história tapa-buraco da Detective Comics da DC escrita por Goodwin, que cimentou a reputação profissional de Simonson. Em uma entrevista de 2000, Simonson lembrou: "O que 'Manhunter' fez foi me estabelecer profissionalmente. Antes de 'Manhunter', eu era mais um cara fazendo quadrinhos; depois de 'Manhunter', as pessoas no campo sabiam quem eu era. Ela ganhou vários prêmios no ano em que foi publicada e, depois disso, eu realmente não tive problemas para encontrar trabalho. " Simonson então desenhou outras séries da DC, como Metal Men e Hercules Unbound  e co-criou Doctor Phosphorus com Steve Englehart . Batman # 300 (junho de 1978) contou com uma história de Simonson e do roteirista David Vern Reed . Em 1979 Simonson e Goodwin colaboraram na adaptação do filme Alien, publicado pela Heavy Metal . Foi em Alien que começou o longo relacionamento de trabalho de Simonson com o escritor John Workman . Workman escreveu a maior parte do trabalho de Simonson desde então.
A partir de janeiro de 1977, Simonson foi o artista original de The Rampaging Hulk, uma revista em preto e branco publicada pela linha Curtis Magazines da Marvel. Simonson também teve sua primeira experiência com Thor nessa época, trabalhando apenas como o artista da série ao lado do roteirista Len Wein.  No final de 1978, Simonson, Howard Chaykin, Val Mayerik e Jim Starlin formaram a Upstart Associates, um estúdio compartilhado na West 29th Street em Nova York. Os membros do estúdio mudaram com o tempo.
Em 1979, Simonson escreveu e desenhou um título pela primeira vez com sua temporada na série Battlestar Galactica da Marvel, desenhando 12 edições esporádicas das edições # 4 a 23 com o escritor Roger McKenzie . Simonson começou a co-escrever a série com McKenzie com a edição # 11, co-escreveu algumas edições com Bob Layton e Steven Grant depois que McKenzie deixou o título, escreveu que começou a escrever a revista com a edição # 19, permanecendo até a edição # 23.

### Década de 1980
Em 1982, Simonson e o roteirista Chris Claremont produziram o crossover The Uncanny X-Men e The New Teen Titans  entre os títulos mais vendidos da Marvel e DC .
Simonson é mais conhecido por seu trabalho em Thor da Marvel Comics, para o qual ele começou a escrever e desenhar com a edição # 337 (novembro de 1983). Durante sua carreira como roteirista / artista, Simonson usou a história épica que começou a escrever na faculdade em 1967, transformou Thor em um sapo por três edições e apresentou o personagem coadjuvante, Beta Ray Bill, um guerreiro alienígena que inesperadamente se mostrou digno de empunhar o martelo de Thor, Mjolnir . Ele deixou o título como artista com o número 367 (maio de 1986), após o qual Sal Buscema assumiu. Simonson continuou a escrever a revista até a edição # 382 (agosto de 1987).  Buscema descreveu as histórias de Simonson como "muito estimulantes. Foi um prazer trabalhar em seus enredos, porque eram muito divertidos de ilustrar. Ele tinha muitas ideias excelentes e levou Thor para uma direção totalmente nova. " No final de 1986, ele abandonou várias de suas atribuições, incluindo Thor, observando que "Eu tive uma temporada muito ocupada nos últimos seis a oito meses, e gostaria de tirar um tempo, talvez para fazer um balanço e reabastecer um pouco."
Simonson deveria ter desenhado uma história do Demolidor escrita por Frank Miller, mas ela nunca foi concluída e permanece inédita . Simonson se juntou a sua esposa Louise na série X-Factor com a edição # 10. Em # 25, os criadores deram ao personagem Anjo pele azul e asas de metal em um processo que o levaria a ser renomeado como "Arcanjo". Sua temporada no X-Factor incluiu os arcos da história " Mutant Massacre ", " Fall of the Mutants " e " Inferno ".
Em 1983, ele voltou a Star Slammers com outra versão da história que a Marvel publicou na Marvel Graphic Novel No. 6.
Simonson deixou a Upstart Associates no final de 1986.

### Década de 1990
Simonson tornou-se roteiristar do Quarteto Fantástico na edição # 334 (dezembro de 1989), e três edições mais tarde também começou a fazer a arte e cores (# 337). Para as edições # 347-349, ele colaborou com Arthur Adams, apresentando o "Novo Quarteto Fantástico" consistindo em Wolverine, Homem-Aranha, Motoqueiro Fantasma e o Hulk . Na edição # 345, ele retratou dinossauros com penas, duas décadas antes de essa ideia ganhar aceitação popular entre os paleontólogos. A decisão de Simonson de retratar os dinossauros dessa maneira foi inspirada no livro então controverso de Gregory S. Paul, Predatory Dinosaurs of the World, no qual Paul teorizou que os dinossauros tinham penas. Como essa ideia foi recebida com ceticismo por parte da comunidade científica da época, Simonson decidiu fazer um acordo, retratando os dinossauros com uma pequena quantidade de penas, em vez de cobertos com elas. Simonson deixou o Quarteto Fantástico na edição # 354 (julho de 1991). Em 1992, ele escreveu e ilustrou o One-shot Superman Special # 1 para a DC. Seus outros créditos na Marvel na década incluíram co-traçar / escrever o one-shot do Iron Man 2020 (junho de 1994) e escrever a versão Heroes Reborn de The Avengers .
Em 1994, Simonson continuou as aventuras dos Star Slammers em uma série limitada como um dos fundadores do selo Bravura de curta duração da Malibu Comics .

### AAnos 2000

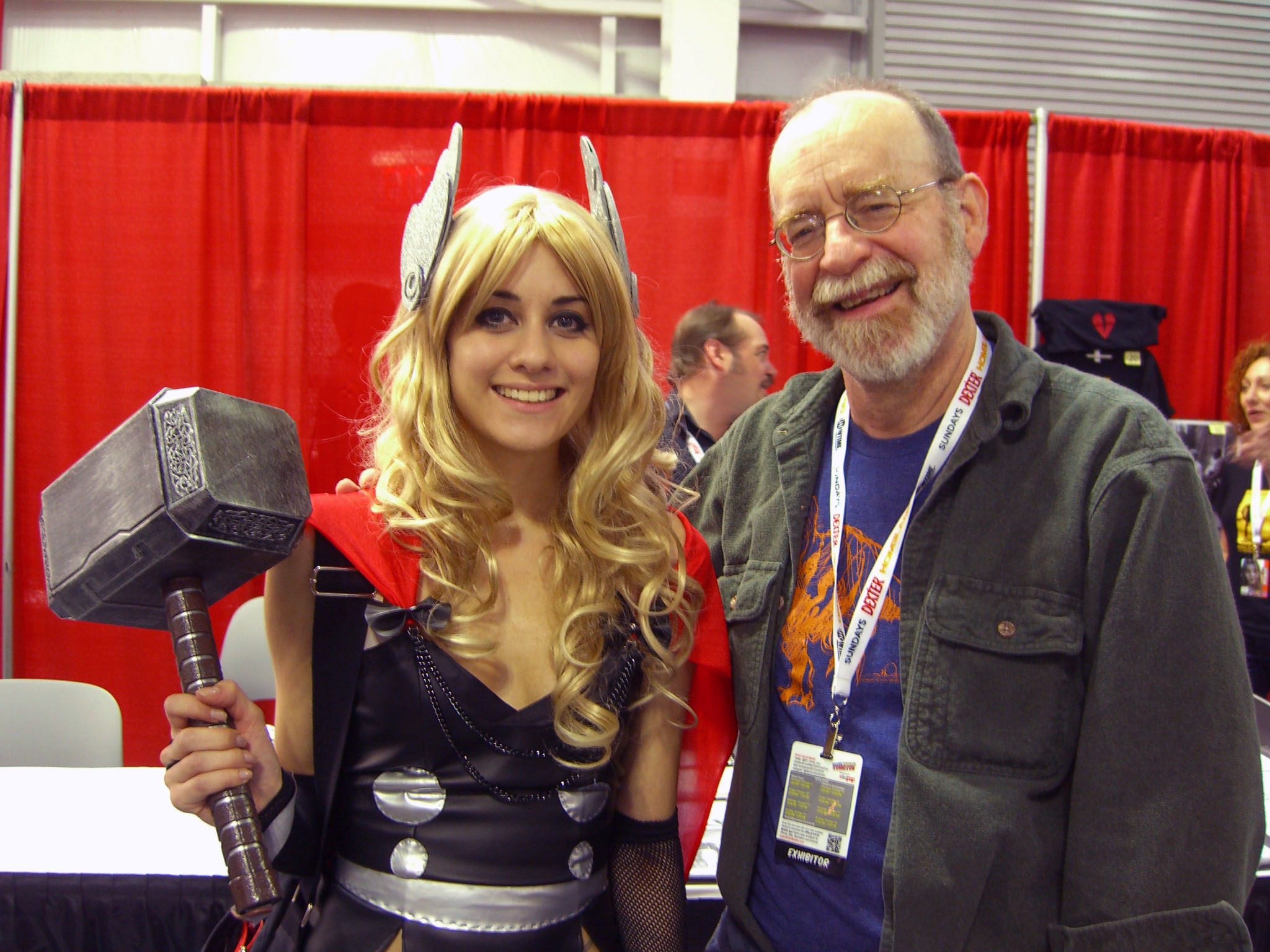
Simonson com uma cosplayer de Thor na Comic Con de Nova York de 2012

Nos anos 2000, Simonson trabalhou principalmente para a DC Comics. De 2000 a 2002, ele escreveu e ilustrou Orion . Depois que a série terminou, ele escreveu seis edições da Mulher Maravilha (vol. 2) desenhada por Jerry Ordway .  Em 2002, ele contribuiu com uma entrevista para Panel Discussions, um livro de não ficção sobre o movimento em desenvolvimento na arte sequencial e na literatura narrativa, junto com Durwin Talon, Will Eisner, Mike Mignola e Mark Schultz .
De 2003 a 2006, ele desenhou a minissérie de prestígio Elric: The Making of a Sorcerer, escrita pelo criador de Elric, Michael Moorcock . Esta série foi coletada como uma história em quadrinhos de 192 páginas em 2007 pela DC. Ele continuou a trabalhar para a DC em 2006 escrevendo Hawkgirl, com os artistas Howard Chaykin, Joe Bennett e Renato Arlem .
Seu outro trabalho inclui a arte da capa de uma minissérie de Bat Lash e da série Vigilante,  assim como escrever uma série de quadrinhos Wildstorm baseada no RPG online World of Warcraft . A série Warcraft teve 25 edições e foi a partir da 15ª  co-escrita com sua esposa, Louise Simonson . Ele escreveu a série Demon and Catwoman na Wednesday Comics em 2009.

### Década de 2010
Em 2011, Simonson teve uma participação especial no filme  live-action de Thor, aparecendo como um dos convidados em um grande banquete Asgardiano. A sequência, Thor: The Dark World, apresentou o personagem de Simonson, Malekith, o Maldito .
Simonson atua no Comitê de Desembolsos da instituição de caridade da indústria de quadrinhos The Hero Initiative .
Outro trabalho na década de 2010 inclui desenhar seis edições de The Avengers vol. 4 em 2012 e  três edições de The Indestructible Hulk, co-estreladas por Thor. Simonson colaborou com sua esposa em um conto em Rocketeer Adventures vol. 2 # 4 e desenhou capas para vários quadrinhos  de Rocketeer durante este período.
Em 2012, a DC Comics publicou The Judas Coin,  uma história em quadrinhos escrita e desenhada por Simonson. O livro mostra como uma moeda de prata paga a Judas para trair Jesus afeta vários personagens ao longo dos séculos, incluindo Batman.
Em julho de 2014, a IDW Publishing publicou a primeira edição da série autoral de Simonson, Ragnarök, que retrata uma versão de Thor não relacionada à versão Marvel da divindade.

## Premios e homenagens
- Os prêmios de Simonson incluem os prêmios Shazam de Novo Talento Extraordinário em 1973, de Melhor História Individual (Dramática) em 1973 por "The Himalayan Incident" em Detective Comics # 437 (com Archie Goodwin) e o mesmo prêmio em 1974 por "Cathedral Perilous" em Detective Comics # 441 (novamente com Archie Goodwin). Simonson e Goodwin também ganharam o Prêmio Shazam de Melhor História Individual (Dramático) em 1974 por "Götterdämmerung" em Detective Comics # 443. Todas as três histórias vencedoras fizeram parte da saga Manhunter.
- Simonson recebeu um prêmio Inkpot em 1985.[36]
- No Harvey Awards de 2010, realizado no Baltimore Comic-Con em 28 de agosto de 2010, Simonson recebeu o 2010 Hero Initiative Lifetime Achievement Award. Foi apresentado a ele por sua esposa, Louise Simonson .[37][38]
- Uma coleção de quadrinhos do Thor de Simonson tirados da arte original, publicada como parte da série Artist's Edition da IDW, recebeu o Prêmio Eisner de 2012 de "Melhor Coleção / Projeto de Arquivo: Quadrinhos"[39] e dois Harvey Awards de "Melhor Projeto de Reimpressão Nacional e um Prêmio Especial de Excelência em Apresentação ".[40]
- O asteróide 53237 Simonson foi nomeado em sua homenagem.  A citação oficial do nome foi publicada pelo Minor Planet Center em 31 de janeiro de 2018 ( M.P.C. 108697 ).

## Assinatura
A assinatura  característica de Simonson consiste em seu sobrenome, distorcido para se assemelhar a um brontossauro . A razão de Simonson para isso foi explicada em uma entrevista de 2006. "Minha mãe sugeriu um dinossauro jã que eu era um grande fã de dinossauros."

## Técnica e materiais
Simonson arte-finaliza seu próprio trabalho com uma caneta pena-de-corvo Hunt 102. Ele mudou para uma pincel em meados de 2000 e, apesar da disparidade entre as duas ferramentas, Bryan Hitch, um admirador de Simonson, afirmou que não notava a diferença, chamando pincel de Simonson de "tão ipicamente bom e poderoso quanto seu outro trabalho. "  Ele usou tinta de desenho Pelikan durante a maior parte de sua carreira.

## Influência
Os criadores de quadrinhos que foram influenciados pelo trabalho de Simonson incluem Arthur Adams e Todd McFarlane .

## Vida pessoal
Simonson conheceu sua futura esposa Louise Jones em 1973. O casal começou a namorar em agosto de 1974 e se casou em 1980.

## 30em
1. 1 2 3 4 5  May, Peggie (Editor) (June 1989). "People at Work". Direct Currents #18. DC Comics. p. 7
2. 1 2 3 4 5 6  McKenzie, Marc (16 de agosto de 2000). «Walt Simonson». The Slush Factory: The World's Coolest Comics Magazine. Cópia arquivada em 21 de fevereiro de 2015
3. 1 2  Simonson, Walter (May 1, 2001). "Introduction", Thor Visionaries: Walt Simonson (Vol. 1), p. Marvel Comics (New York)
4. ↑  «Cartoonist Behind Thor Donates Time and Talent to Alma Mater». Amherst, Massachusetts: Amherst College. N.d. Consultado em 13 de maio de 2014. Cópia arquivada em 23 de agosto de 2015
5. ↑  Bell, Josh (2011). "A Thousand Pages of Thor: Thor by Walter Simonson Omnibus, by Walter Simonson ’68 (Marvel Comics)". Amherst College.
6. ↑  Warner, Meredith (March 25, 2017). "How Bernie Wrightson uncovered the soul of the monster in his work". Los Angeles Times.
7. ↑  Cooke, Jon B. (outubro de 2000). «Simonson Says The Man of Two Gods Recalls His 25+ Years in Comics». Raleigh, North Carolina: TwoMorrows Publishing. Comic Book Artist: 18
8. ↑  McAvennie, Michael; Dolan, Hannah, ed. (2010). «1970s». DC Comics Year By Year A Visual Chronicle. Dorling Kindersley. London, United Kingdom: [s.n.] ISBN 978-0-7566-6742-9. Together with exciting new artist Walt Simonson, [Archie] Goodwin executed seven flawless tales that chronicled Paul Kirk's hunt for the world's deadliest game." " Manhunter's award-winning revival earned undying acclaim for its talented storytellers.
9. ↑  Boney, Alex (maio de 2013). «Hunting the Hunters: Manhunter and the Most Dangerous Game». Raleigh, North Carolina: TwoMorrows Publishing. Back Issue!: 44–50
10. ↑  Cooke, Jon B. (October 2000). Comic Book Artist #10 p. 20
11. ↑  Manning, Matthew K.; Dougall, Alastair, ed. (2014). «1970s». Batman: A Visual History. Dorling Kindersley. London, United Kingdom: [s.n.] ISBN 978-1465424563. Engelhart and Simonson introduced readers to Dr. Phosphorus, who earned a spot in Batman's Rogues Gallery.
12. ↑  Trumbull, John (dezembro de 2013). «A New Beginning...And a Probable End Batman #300 and #400». Raleigh, North Carolina: TwoMorrows Publishing. Back Issue!: 49–53
13. ↑  Manning "1970s" in Dougall, p. 128: "Crafted by writer David V. Reed and penciller Walter Simonson, this special 34-page issue imagined a possible future where Gotham City had become the hub of Magalopolis-East."
14. ↑  Sanderson, Peter; Gilbert, Laura, ed. (2008). «1970s». Marvel Chronicle A Year by Year History. Dorling Kindersley. London, United Kingdom: [s.n.] ISBN 978-0756641238. In these stories, written by Doug Moench and drawn by Walter Simonson, the Hulk contended against an invading race of aliens called the Krylorians.
15. ↑  Cooke (2000) p. 25
16. ↑  Nolen-Weathington, Eric (2006). Modern Masters, Volume 8: Walter Simonson. TwoMorrows Publishing. Raleigh, North Carolina: [s.n.] ISBN 1-893905-64-0
17. ↑  Manning, Matthew K. "1980s" in Dolan, p. 199: "The issue, written by longtime X-Men scribe Chris Claremont and drawn by Walter Simonson [was]...one of the most well-received crossovers of its time - or of any time for that matter - the team-up was a huge success."
18. ↑  Brown, Jonathan (agosto de 2013). «The Uncanny X-Men and The New Teen Titans: The Breakfast Club of the Comics Crossover». Raleigh, North Carolina: TwoMorrows Publishing. Back Issue!: 65–68
19. ↑  DeFalco, Tom "1980s" in Gilbert (2008), p. 213: "This issue began a highly acclaimed run by writer/artist Walt Simonson that would last for nearly four years and end with issue #382 (Aug. 1987)."
20. ↑  Singer, Matt (10 de julho de 2001). «Review: Thor Visionaries: Walter Simonson». PopImage. Cópia arquivada em 16 de outubro de 2013
21. ↑  Kelley, Cary (21 de agosto de 2006). «Merely This and Nothing More: Defining Our Heroes». Silverbulletcomics.com. Cópia arquivada em 26 de outubro de 2006
22. ↑  Amash, Jim; Nolen-Weathington,, Eric (2010). Sal Buscema: Comics' Fast & Furious Artist. TwoMorrows Publishing. Raleigh, North Carolina: [s.n.] ISBN 978-1605490212
23. ↑  Sanderson, Peter (outubro de 1986). «Walt & Louise Simonson». Comics Interview. Fictioneer Books. pp. 42–57
24. ↑  Mithra, Kuljit (agosto de 1997). «Interview With Walt Simonson». ManWithoutFear.com. Consultado em 17 de março de 2013. Cópia arquivada em 17 de março de 2013. The gist of it is that by the time Marvel was interested in having us work on the story, Frank was off doing Dark Knight and I was off doing X-Factor. So it never happened. Too bad--it was a cool story too.
25. ↑  Cooke (2000) p. 26
26. ↑  Nolen-Weathington Modern Masters Volume Eight Walter Simonson p. 67
27. ↑  Manning, Matthew K. "1990s" in Gilbert (2008), p. 252: "Spider-Man, the Hulk, Wolverine, and Ghost Rider were tricked into forming a new Fantastic Four...Written by Walter Simonson with art by Arthur Adams, this new FF found themselves locked in battle with the Mole Man."
28. ↑  Cowsill, Alan; Gilbert, Laura, ed. (2012). «1990s». Spider-Man Chronicle Celebrating 50 Years of Web-Slinging. Dorling Kindersley. London, United Kingdom: [s.n.] ISBN 978-0756692360. Take Spidey, Ghost Rider, Wolverine, and the Hulk, add a script by Walt Simonson and illustrations by Art Adams, and the result is one of the best Marvel comics of the decade.
29. ↑  Cronin, Brian (3 de julho de 2015). «Comic Book Legends Revealed #530». Comic Book Resources. Cópia arquivada em 5 de julho de 2015. This is because Simonson...decided to be as accurate as he possibly could in the depiction of the dinosaurs in the issue. He relied heavily on Gregory Paul's book, Predator Dinosaurs of the World, which was a controversial call at the time as Paul's theories regarding dinosaurs having feathers was not yet proven and drew much skepticism from other scientists.
30. ↑  Cowsill, Alan "2000s" in Dolan, p. 296 "Comic book legend Walt Simonson brought his unique vision to one of Jack Kirby's greatest heroes on Orion, the first ongoing series to feature the most prominent of the New Gods."
31. ↑  Brady, Matt (25 de outubro de 2007). «Walter Simonson: Into The World Of Warcraft». Newsarama. Cópia arquivada em 27 de outubro de 2007
32. ↑  Manning "2000s" in Dougall, p. 305
33. ↑  Johnston, Rich (6 de maio de 2011). «Stan, Joe, Walt And The Thunder God». Bleeding Cool. Cópia arquivada em 5 de março de 2016
34. ↑  «Hero Initiative Board Members Disburstment Committee». The Hero Initiative. 2013. Cópia arquivada em 21 de junho de 2013
35. ↑  Sims, Chris (18 de fevereiro de 2015). «Five Reasons To Read Simonson, Martin, And Workman's Ragnarok». ComicsAlliance. Cópia arquivada em 17 de março de 2015
36. ↑  «Inkpot Award Winners». Hahn Library Comic Book Awards Almanac. Cópia arquivada em 9 de julho de 2012
37. ↑  Fishman, Marc Alan (29 de agosto de 2010). «2010 Harvey Awards Announced!». ComicMix. Cópia arquivada em 28 de abril de 2016
38. ↑  Ash, Roger (2010). «Roger's Comic Ramblings: Baltimore Comic-Con 2010 Report». Westfield Comics. Cópia arquivada em 18 de março de 2016
39. ↑  Spurgeon, Tom (14 de julho de 2012). «Your 2012 Eisner Award Winners». The Comics Reporter. Cópia arquivada em 4 de março de 2016
40. ↑  Tree, Brad (9 de setembro de 2012). «Congratulations to the Harvey Award Recipients!». Harvey Awards. Cópia arquivada em 15 de março de 2016
41. ↑  Nolen-Weathington Modern Masters Volume Eight Walter Simonson p. 8
42. ↑  Ostrander, John (7 de agosto de 2011). «John Ostrander: Pro Advice – Hit By a Bus». ComicMix. Cópia arquivada em 25 de setembro de 2016
43. ↑  Simonson, Walt (13 de dezembro de 2016). «Untitled». Twitter. Consultado em 23 de fevereiro de 2020. Cópia arquivada em 23 de fevereiro de 2020
44. ↑  Hitch, Bryan (2010). Bryan Hitch's Ultimate Comics Studio. Impact Books
45. ↑  Simonson, Walt (20 de fevereiro de 2020). «Untitled». Facebook. Consultado em 23 de fevereiro de 2020. Cópia arquivada em 23 de fevereiro de 2020
46. ↑  Nolen-Weathington, Eric; Khoury, George (2006). Modern Masters Volume 6: Arthur Adams. TwoMorrows Publishing. Raleigh, North Carolina: [s.n.] ISBN 978-1893905542
47. ↑  Cooke, Jon B. (Janeiro de 2002). «The Art of Arthur Adams: A career-spanning chat with the celebrated artist/writer on his comics». Raleigh, North Carolina: TwoMorrows Publishing. Comic Book Artist. Cópia arquivada em 3 de novembro de 2013
48. ↑  Parker, John R. (12 de junho de 2012). «ComicsAlliance Reviews Todd McFarlane's Spawn Year One, Part 1: Questions». ComicsAlliance. Cópia arquivada em 2 de maio de 2016
49. ↑  Cooke (2000) p. 23
50. ↑  Shooter, Jim. "Bullpen Bulletins", Marvel comics cover-dated July 1981.
51. «53237 Simonson (1999 CU118)». Minor Planet Center. International Astronomical Union. Consultado em 6 de fevereiro de 2018. Cópia arquivada em 20 de agosto de 2018
52. «MPC/MPO/MPS Archive». Minor Planet Center. International Astronomical Union. Consultado em 6 de fevereiro de 2018. Cópia arquivada em 9 de julho de 2018